# Fuerte San Juan de Xuala
El Fuerte San Juan de Juala o Xuala fue un fuerte español del siglo XVI en Burke en Carolina del Norte, en Estados Unidos.
Se trata del primer asentamiento europeo en Carolina del Norte, anterior al primer asentamiento inglés en la isla de Roanoke, Carolina del Norte por 18 años.

## Historia
Su construcción en 1567 en la población indígena de Joara (condado de Burke, Carolina del Norte) tuvo lugar durante la expedición de Juan Pardo en esta zona de La Florida novohispana. Su propósito fue servir de base a la exploración de la región norte de La Florida (actuales Carolina del Norte, Carolina del Sur y Tennessee) tanto para asegurar el control español del territorio como para establecer un camino por tierra con Zacatecas (actual Zacatecas, México).
La expedición de Pardo había partido en diciembre de 1566 de Santa Elena (actual Carolina del Sur), primera capital de La Florida fundada por Pedro Menéndez de Avilés. Siguió el curso de los ríos Congaree y Wateree hasta la población de Cofitachequi, identificada por Hernando de Soto en 1540. En 1567 alcanzaron la población indígena mississippiana de Joara (deletreada "Xuala" en mapas españoles posteriores).Ante las nieves de la montañas Blue Ridge la expedición tuvo que detenerse en Joara levantando el fuerte de San Juan en 1567 con una guarnición de treinta soldados al mando de Hernando Moyano de Morales. 
Cuando el tiempo mejoró, la expedición de Pardo prosiguió hacia la actual Salisbury. Sin embargo, la expedición tuvo que regresar en marzo de 1567 para prestar auxilio a Santa Elena, amenazada por una expedición francesa. Desde el fuerte San Juan, Moyano emprendió una expedición a través de las montañas hacia el pueblo de Maniatique (cerca de la actual Saltville, Virginia) de donde fue expulsado por los chiaha tras un enfrentamiento. En septiembre de 1567 Pardo estaba de nuevo en fuerte San Juan para proseguir su expedición. Sin embargo, tuvo que acudir en busca de Moyano y su guarnición para su rescate, regresando al fuerte San Juan el 6 de noviembre de 1567.Pardo fundó el fuerte Santiago y el fuerte Santo Tomás, de ubicación desconocida, en el trayecto de regreso a Santa Elena, a donde llegó el 2 de marzo de 1568.
El fuerte fue abandonado definitivamente tras ser devastado durante el ataque de los indígenas de 1568, siendo Juan de Badajoz el único superviviente que pudo regresar a Santa Elena. 

## Descripción
Se trataba de un fortín que probablemente contara con una empalizada y un foso.
La ubicación de Joara y del fuerte San Juan de Joara son objeto interpretación, siendo su localización en Sitio Berry, en el condado de Burke (Carolina del Norte) la que ofrece un mayor consenso tras las investigaciones de 2013 de la Universidad de Michigan y la Universidad de Tulane.
Sin embargo, desde 2008 existe un marcador histórico en Morganton (Carolina del Norte) como consecuencia de trabajos arqueológicos previos llevados a cabo en 2004 y 2006.Otras ubicaciones que tradicionalmente se han identificado con Joara son el condado de Swain, o en otro lugar en las estribaciones de los Apalaches de Carolina del Norte o incluso en Tennessee, entre Knoxville y el río Catawba.